# McDonnell Douglas A-12 Avenger II

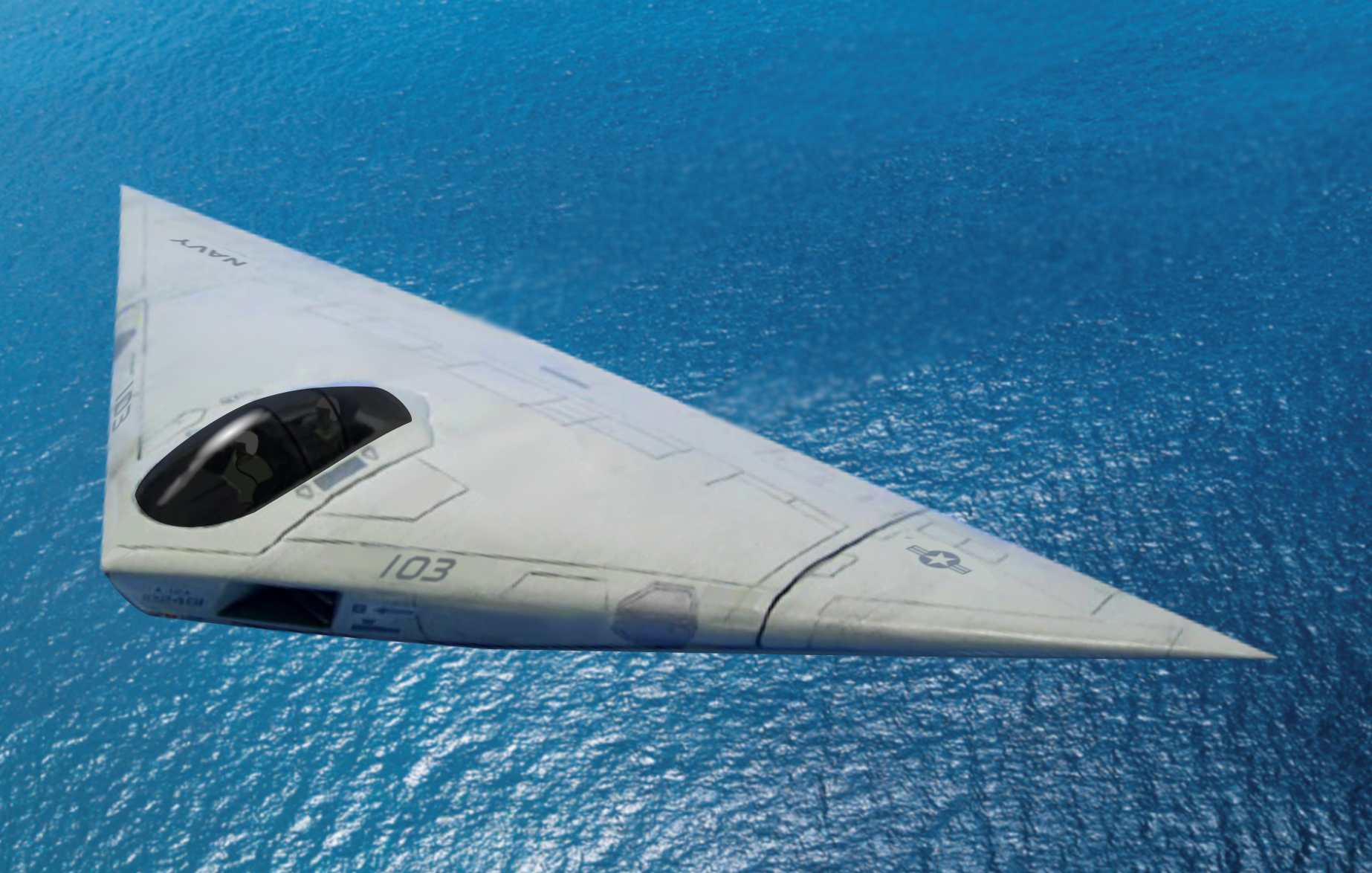
A-12 Avenger II

A-12 Avenger II var ett attackflygplan med stealth-egenskaper som utvecklades för användning ombord på amerikanska flottans hangarfartyg. Planet utvecklades av McDonnell Douglas tillsammans med General Dynamics. Syftet var att ersätta det åldrande Grumman A-6 Intruder som flottans attackflygplan.
Utvecklingsprogrammet plågades av stigande kostnader och flera förseningar. Detta ledde till att dåvarande försvarsministern Dick Cheney avbröt programmet, det dittills dyraste militära utvecklingsprojekt som har avbrutits i USA. Skrotningen av projektet försvagade McDonnell Douglas som senare gick upp i Boeing. För att ersätta sina åldrande attackflygplan så beställde flottan istället F/A-18E/F Super Hornet.

## Utveckling
Den amerikanska flottan påbörjade Advanced Tactical Aircraft (ATA) programmet 1983, syftet var att utveckla en ersättare för A-6 Intruder som skulle tas i tjänst 1994. I likhet med stridsflygplan som utvecklades för flygvapnet så skulle smygteknik vara en primär egenskap. Två industrigrupper fick kontrakt på att ta fram koncept i november 1984, McDonnell Douglas / General Dynamics och Northrop / Grumman / Vought. Grupperna tilldelades kontrakt för ytterligare konceptutveckling 1986. Gruppen med McDonnell Douglas / General Dynamics vann utvecklingskontraktet den 13 januari 1988 efter att den konkurrerande gruppen inte lyckades lämna in ett slutgiltigt koncept och anbud. Planet fick nu sin beteckning och namn A-12 Avenger II som en tribut till torpedbombaren Grumman TBF Avenger från andra världskriget. Första flygningen planerades till december 1990. Flottan avsåg inledningsvis att köpa 620 A-12 och marinkåren önskade 238 stycken. Dessutom övervägde flygvapnet att beställa cirka 400 stycken av en A-12 variant. A-12 lanserades som en möjlig ersättare till Flygvapnets General Dynamics F-111 Aardvark och för Storbritanniens Panavia Tornado.

### Konstruktion
Flygplanet var konstruerat som en flygande vinge i form av en likbent triangel, med cockpiten belägen nära spetsen av triangeln. 
Eftersom flygande vingar eliminerar det mest av flygkroppen, reducerades nollmotståndet cirka 50%. Interferens motstånd mellan flygplanskropp och vinge eliminerades av samma anledning. Naturligtvis fanns det ingen luftmotstånd från stjärtfenor och stabilisator. För att kunna förvara och hanterar flygplanet ombord på hangarfartyg så kunde vingarna vikas. Kraven att flygplanet skulle kunna operera från hangarfartyg och samtidigt ha en väldigt låg radarsignatur är motstridiga då de hårda landningarna ombord på hangarfartyg, saltvattenstänk, och solsken skadar planets yta och göra det svårare att undgå radar. Samtidigt så var målsättningen att det nya flygplanet skulle kräva endast hälften av underhållet jämfört med flygplanen som det ersatte. Hela flygplanet konstruerades till stor del i kompositmaterial för att minska vikten hos flygplanet, men tekniken att konstruera komplexa geometrier som större detaljer på flygplan var oprövad och fick utvecklas under projektets gång. De förväntade viktminskningarna uteblev och vissa delar fick konstrueras om i metall, flygplanet kom att överskrida sin målvikt betänkligt och närma sig gränsen för vad som skulle gå att hantera ombord på hangarfartygen. A-12 fick smeknamnet Flying Dorito för likheten med de friterade majschipsen.
Flygplanet skulle drivas av två General Electric F412-D5F2 turbofläktmotorer utan efterbrännkammare, varje producerande cirka 58 kN i dragkraft. All beväpning skulle bäras i ett internt bombrum för att minska luftmotståndet och bevara smygegenskaperna, totalt skulle en vapenlast på 2300 kg kunna bäras. Bland vapenalternativen fanns upp till två AIM-120 AMRAAM jaktrobotar, två AGM-88 HARM antiradarrobot och styrda eller ostyrda bomber. Även frifallande kärnvapen var en möjligt beväpning.